# 柳營王醮
柳營王醮是柳營代天院所舉行的宗教儀式，於2022年11月17日公告為臺南市民俗類文化資產。該廟主神代天巡狩（俗稱遊王公，遊府吃府、遊縣吃縣）所屬神階，是代天巡狩中最高階的神明。台灣民間信仰常類於南巡、北巡，但代天院的代天巡狩是南、北總巡，因為是玉皇大帝直屬勅封的，派至凡間體察巡視各地的千歲，因此代天院每三年一次王船醮可看出端倪，每次代天院建醮，玉皇大帝會勅派不同姓的千歲鑑醮，但是其它廟宇大多是五府、七府或十二王，而代天院卻不止如此，相傳至今，已超過三十六姓氏巡狩千歲，已至代天院鑑察建醮了。往昔，王船習俗祭祀頗為盛行，稱為王醮，設壇祈願息災植福，每三年一次建王船，即俗稱「三年一醮」。

## 王船醮

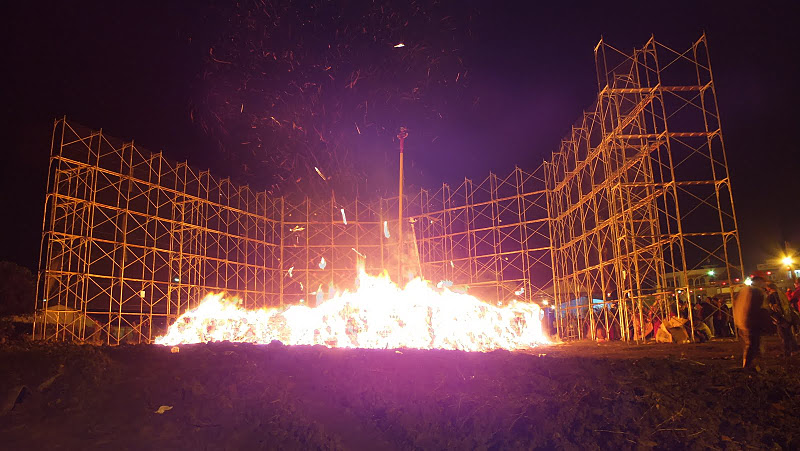
柳營代天院燒化王船。

- 柳營代天院建醮年為子、卯、午、酉年，農曆十月十五、十六、十七日為期三天，每年農曆八月十四日為柳營代天院代天巡狩（遊王公）紀念日。

- 建醮年農曆七月舉行鑼壇法會，由本庄四里：士林里（一堡）、光福里（二堡）、中埕里（三堡）、東昇里（四堡）信徒輪流參與，恭請代天巡狩降示今年建醮事宜，因此代天院農曆7月不關廟門的，可見神威廣大。

- 建醮三天，本庄信徒自發性殺豬宰羊，敬拜玉皇上帝、王爺、各路神明及酬神演戲，流水席宴客，可說是非常熱鬧。

- 建醮前幾天本庄各地會豎立燈篙，燈篙是招降鬼神之信物，有陰、陽竿之分，陽竿是請神之用，陰竿是招鬼之用，一般均設在一起，即便分設也同時升降。代天院不僅分設為廟左陽竿，廟右陰竿，還設計出「陽竿在天，陰竿在地」的特殊祭儀，此種部置全台少見。

- 陸地燒王船
  - 燒王船的原始意義是「送瘟」，通常都要送至溪河或海邊流放或空地焚燒。早期台灣河川水深寬廣，小船可行至內陸，所以清朝前王船仍可流放，可是因地理環境變遷，致使代天院王船無法流放，而改成台灣僅此一家不必拖行相送的陸上燒王船，可說非常特別。
  - 王船內需要添載生活物資，供官兵使用，而添載物品有五穀雜糧、鍋碗瓢盆、傢具等，較特色是桅桿上有代天院福神鯉魚公，王船開始燃燒時其中一尊會倒向本院爐主那一方，在場人士都嘖嘖稱奇。

### 王船（木龍）
- 建造王船

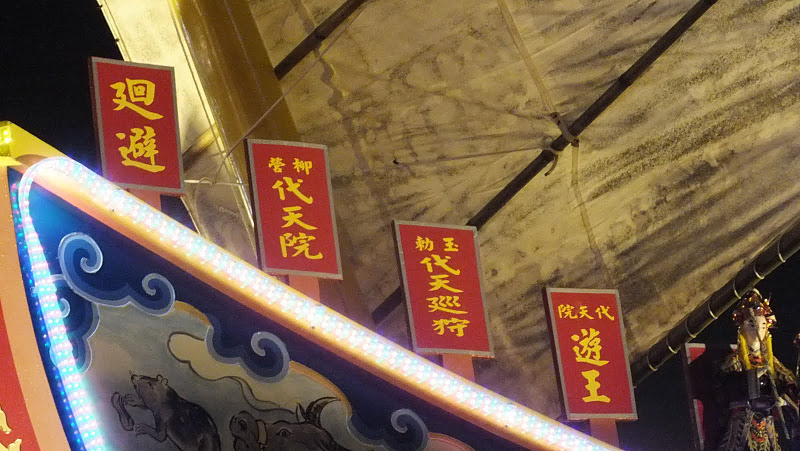
王船執事牌。

代天院建醮時會建造王船當代天巡狩遊天河的交通工具，建醮年農曆7月會鑼壇請旨，由代天巡狩降乩指示王船船串（王船主骨樑）尺寸，農曆8月初開始動工建造，工期大約40—45天。
- 王船配置

王船上配置天上聖母殿、代天巡狩殿、手工紙紮水手、官兵、添載生活物資及信徒的祝福與願望，祈求平安、順利。
- 開港送王

醮期圓滿時，農曆10月17日凌晨大約2點至4點左右王船在原地自燃（不必拖行至海邊），此時恭送鑑醮代天巡狩出巡去，所以柳營代天院最具特色之一內陸燒王船不必拖行的儀式，全省僅此院一家。（王船殿王船按照建醮王船之1:1/6比例建造 供信徒參觀膜拜）

### 招財招福的福神—鯉魚公

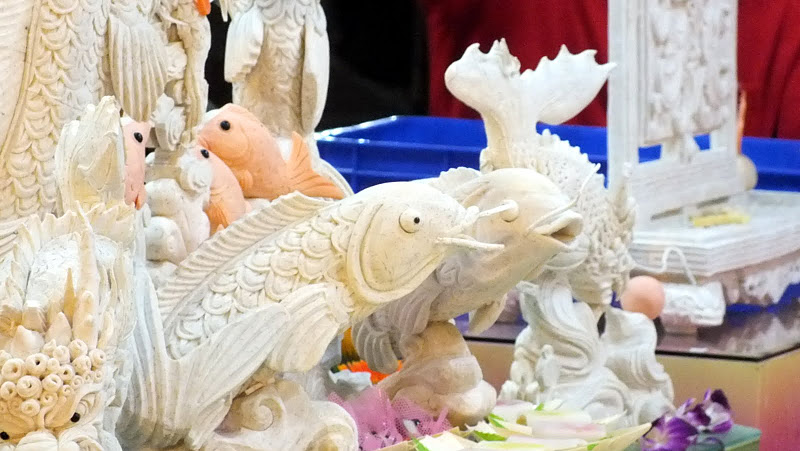
精雕鯉魚公

- 代天巡狩出巡時，鯉魚公會守護王船安全，遇有狀況鯉魚公會回報船上官兵知道，作事前防範，鯉魚公是很好的領航員和守護神。
- 魚躍龍門富貴顯家門（表示考試及第和身價高陞），考試、做生意、求財可以來拜鯉魚公或請回奉祀，庇佑你福來運好財運到。

### 豎燈篙
- 燈篙是用青竹去竹頭留尾約12~15公尺高，建醮祭儀時可以看到。

豎燈篙是對天地神明及陰間孤魂鬼魅等「召告」此地舉行建醮祭祀活動，並表示歡迎來為當地廟宇主神慶賀保佑百姓人丁平安、安居樂業、息災祈福、家家和樂、牲畜與旺請上天諸神前來鑑醮共享功果，另普渡陰間孤魂野鬼，讓他們吃飽喝足不擾亂陽間百姓的平安。
- 燈高分設立為陽竿燈篙、陰竿燈篙
  - 陽竿在天─設有十七座而排法「丁」字型，十七座代表十七庄頭（龜仔港、南港里、河南里、下林里、角帶里、挖林、竹埔里、姑爺里、新吉庄、五興里、鐵線里、舊廍里、人和里、橋南、八翁里、太康里、五軍營），「丁」字形代表出狀丁（古社會丁代表出壯丁，現代社會以人丁稱之而不分男女），讓十七庄頭人丁平安"登高"晉祿（步步高昇，陞官發財）。
  - 陰竿在地─招鬼魂告知本地有建醮祭祀活動，在醮期結束前準備祭品普渡，建醮結束後不可再擾亂當地安寧，藉此宣示當地主神神威顯赫、庇佑黎民。[1][2][3]